# Circonscription de Mehal Mieda
La circonscription de Mehal Mieda est une des 135 circonscriptions législatives de l'État fédéré Amhara, elle se situe dans la Zone Nord Shoa. Son représentant actuel est Kiberet Asaminew Yigezu.